# Roel Wieser
Roel Wieser es un deportista neerlandés que compitió en tiro con arco, en la modalidad de arco compuesto. Ganó una medalla de bronce en el Campeonato Europeo de Tiro con Arco en Sala de 2004, en la prueba por equipo.

## Palmarés internacional
| Campeonato Europeo en Sala | Campeonato Europeo en Sala | Campeonato Europeo en Sala | Campeonato Europeo en Sala |
| Año                        | Lugar                      | Medalla                    | Prueba                     |
| -------------------------- | -------------------------- | -------------------------- | -------------------------- |
| 2004                       | Sassari (Italia)           | Medalla de bronce          | Equipo                     |